# Olpogastra lugubris
La libélula Olpogastra lugubris es la única especie del género Olpogastra, en la familia Libellulidae. Habita en ríos, llanuras aluviales, arroyos y lagos con juncos o cañas, en una amplia área del África subsahariana que incluye Benín, Botsuana, Camerún, República Centroafricana, Chad, República del Congo, República Democrática del Congo, Costa de Marfil, Guinea Ecuatorial, Gabón, Gambia, Ghana, Guinea, Kenia, Liberia, Malaui, Mali, Mozambique, Namibia, Nigeria, Sierra Leona, Somalia, Sudáfrica, Sudán, Tanzania, Togo, Uganda, Zambia, Zimbabue y posiblemente Burundi. 